# Provinz Boumerdes
Die Provinz Boumerdes (arabisch ولاية بومرداس, DMG Wilāyat Bū-Mirdās, tamazight ⴰⴳⴻⵣⴷⵓ ⵏ ⴱⵓⵎⴻⵔⴷⴰⵙ Agezdu n Bumerdas) ist eine Provinz (wilaya) im nördlichen Algerien.
Die Provinz liegt an der Mittelmeerküste unmittelbar östlich der Hauptstadt Algier und umfasst eine Fläche von 1486 km².
Rund 610.000 Menschen (Schätzung 2006) bewohnen die Provinz, die Bevölkerungsdichte beträgt somit rund 411 Einwohnern pro Quadratkilometer.
Hauptstadt der Provinz ist Boumerdes.

## Bekannte Einwohner
- Mohamed Seghir Boushaki (1869–1959), algerischer Politiker
- Mustapha Ishak-Boushaki (* 1967), algerischer Astrophysiker
- Yahia Boushaki (1935–1960), algerischer Politiker